# Mattathias Pearson
Henry Pete „Mattathias“ Pearson (* 1939 oder 1940 in New York City; † 21. Februar 2017 ebendort) war ein amerikanischer Jazz-Musiker (Kontrabass, Arrangement, auch Vibraphon, Piano, Schlagzeug).
Pearson besuchte New Yorker Schulen, bevor er seinen Militärdienst ableistete. Dann studierte er Musikpädagogik am Lehman College und absolvierte dort seinen Master. Zunächst leitete er ein Jazzensemble namens Afro Jazz Lab. Um 1969 war er mit Eric Gale im Aufnahmestudio. Ab 1972 arbeitete er mit Rahsaan Roland Kirk, zu hören auf dessen Alben Blacknuss (1972), Bright Moments, Prepare Thyself to Deal with a Miracle (1973), The Case of the 3-Sided Dream In Audio Color (1975) und Other Folks’ Music (1976). Mit Kirks Band tourte er auch 1972/73 in Europa. Weitere Aufnahmen entstanden noch mit Khaliq Abdul Al-Rouf (1979). Im Bereich des Jazz war er zwischen 1969 und 1991 an 25 Aufnahmesessions beteiligt.
In den frühen 1980er Jahren führte er mit eigenem Quartett in New York eine Jazzvesper auf. Er war 28 Jahre als Musiklehrer an der Boys and Girls High School in Brooklyn tätig.